# クリストファー・プラマー
アーサー・クリストファー・オーム・プラマー（英語: Arthur Christopher Orme Plummer、1929年12月13日 - 2021年2月5日）は、カナダ・オンタリオ州トロント出身の俳優。 彼のキャリアは70年に及び、 映画、テレビ、舞台での演技で知られている。 アカデミー賞、プライムタイム・エミー賞2回、トニー賞2回、ゴールデングローブ賞、全米映画俳優組合賞、英国アカデミー賞など、様々な賞を受賞している。また、演技三冠（アカデミー賞、エミー賞、トニー賞）を獲得した数少ない俳優の一人であり、唯一のカナダ人でもある。『人生はビギナーズ』（2010年）では82歳でアカデミー助演男優賞を受賞し、演技賞を受賞した最年長者となり、『ゲティ家の身代金』（88歳）では演技部門にノミネートされた最年長者となった。彼が生涯を通じて出演した作品の数は、映画: 119作品、テレビ: 79作品、舞台: 17作品である。

## 来歴
曾祖父は第3代カナダ首相のジョン・アボット。ピアニストになるために勉強していたが俳優に転向し、カナダの舞台で活躍する。1953年にはブロードウェイ・デビューし、1958年から上演された『J.B.』でトニー賞にノミネートされる。1960年代にはロンドンに移り活躍。1973年にはブロードウェイに戻り『シラノ』で主演を務めてトニー賞 ミュージカル主演男優賞を受賞した。

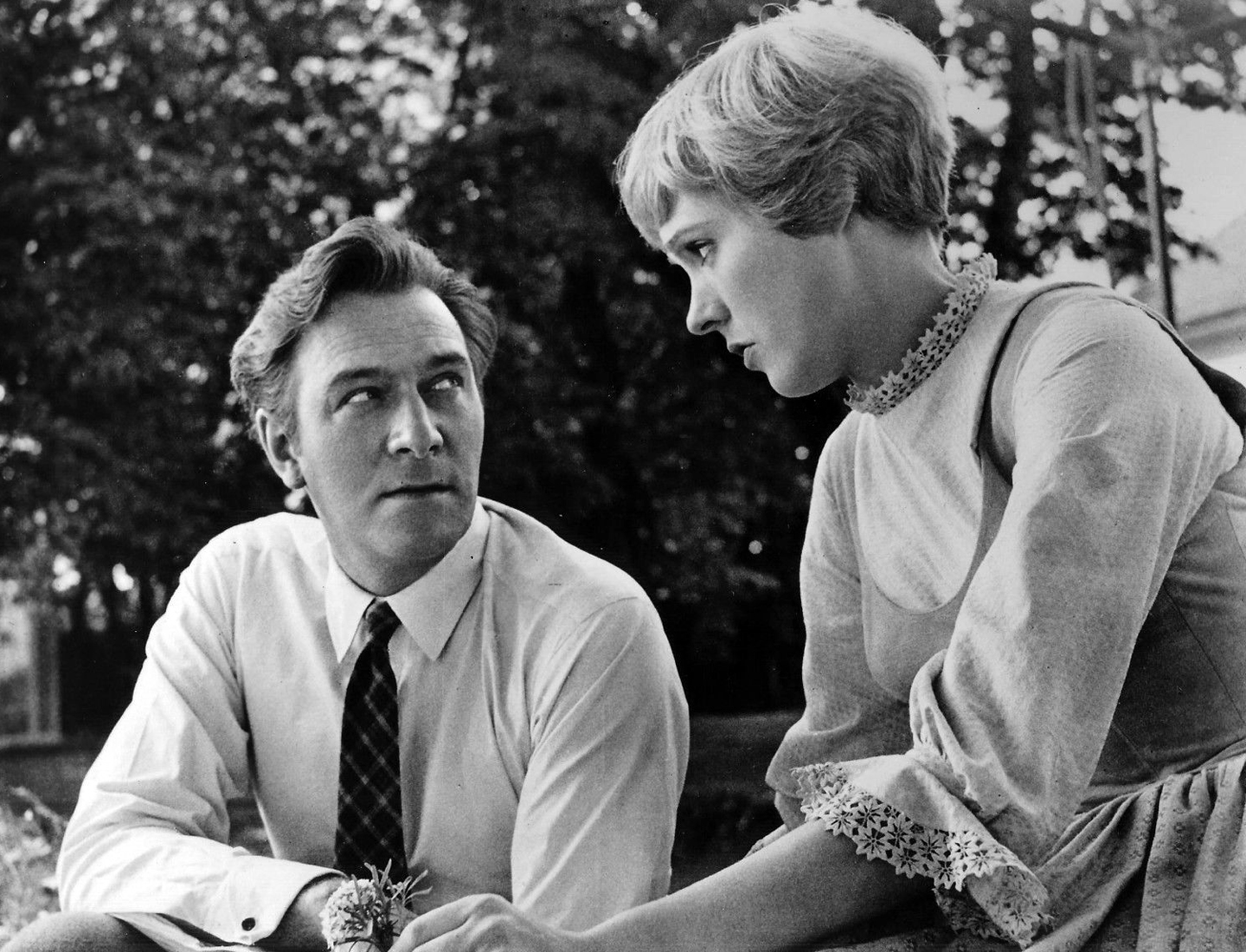
映画『サウンド・オブ・ミュージック』にて、ジュリー・アンドリュースとの撮影シーン（1964年）

映画デビューは1958年。以来、テレビ・映画・舞台・ラジオと幅広く活躍している。日本ではジュリー・アンドリュースと共演したミュージカル映画『サウンド・オブ・ミュージック』（1965年）のトラップ大佐役、『空軍大戦略』（1969年）でコリン・ハーベイ少佐役を演じたことや『スタートレックVI 未知の世界』（1991年）でチャン将軍を演じたことで知られている。
はじめは端整な顔立ちと美声を生かし、歴史ドラマやサスペンス映画で知的で重厚なキャラクターを多く演じたが、一転してサイコスリラーの名作『サイレント・パートナー』でパラノイア傾向のある不気味な犯罪者を演じてからは、1970年代後半より悪役や強烈な脇役として登場することが多くなり性格俳優として脚光を浴びる。
1990年代は『マルコムX』など複数の映画にも出演する傍ら、主にテレビでの主演を重ねていた。2000年代に至ると『ナショナル・トレジャー』や『シリアナ』など、再び映画で夥しい数の作品に出演した。

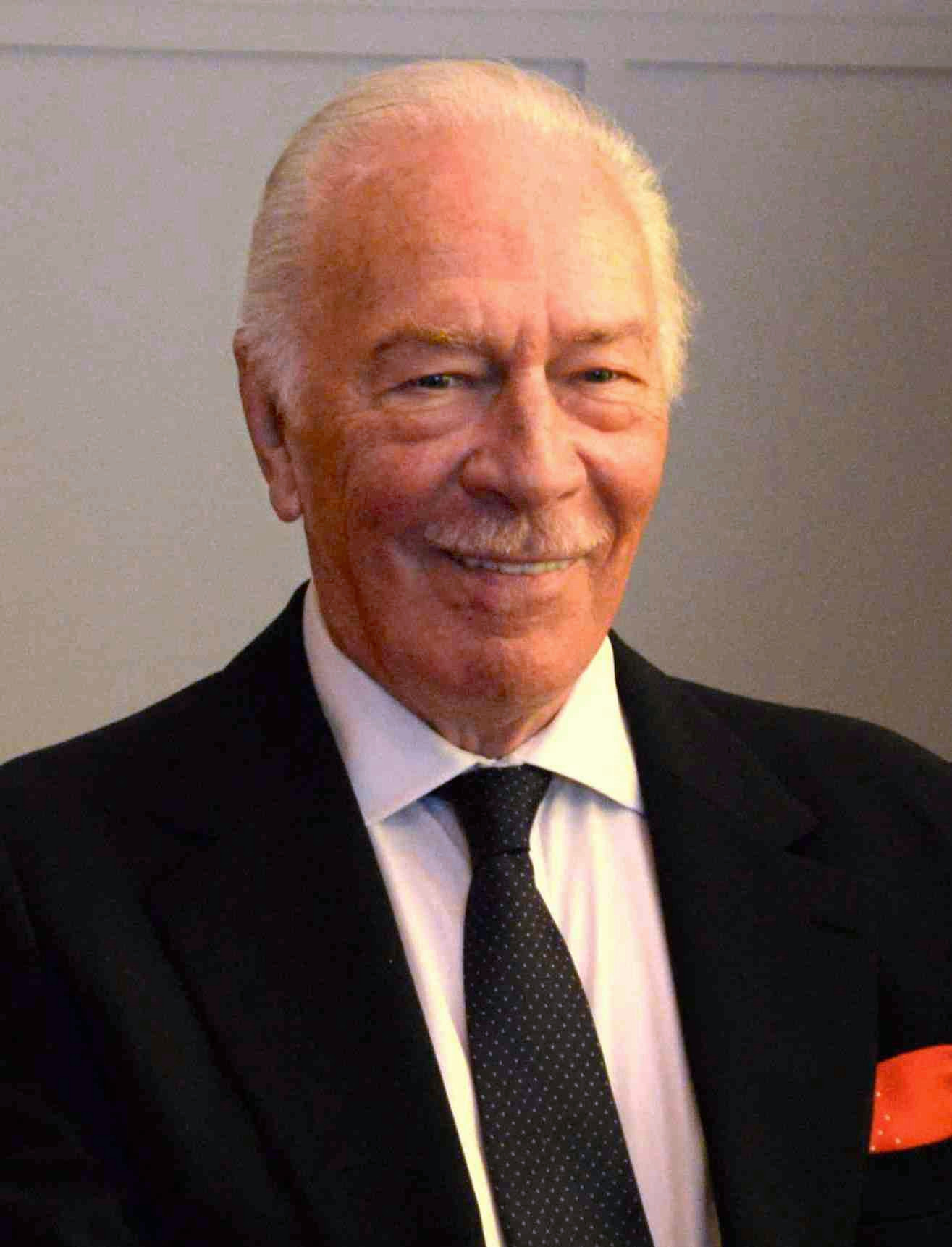
晩年期（2014年）

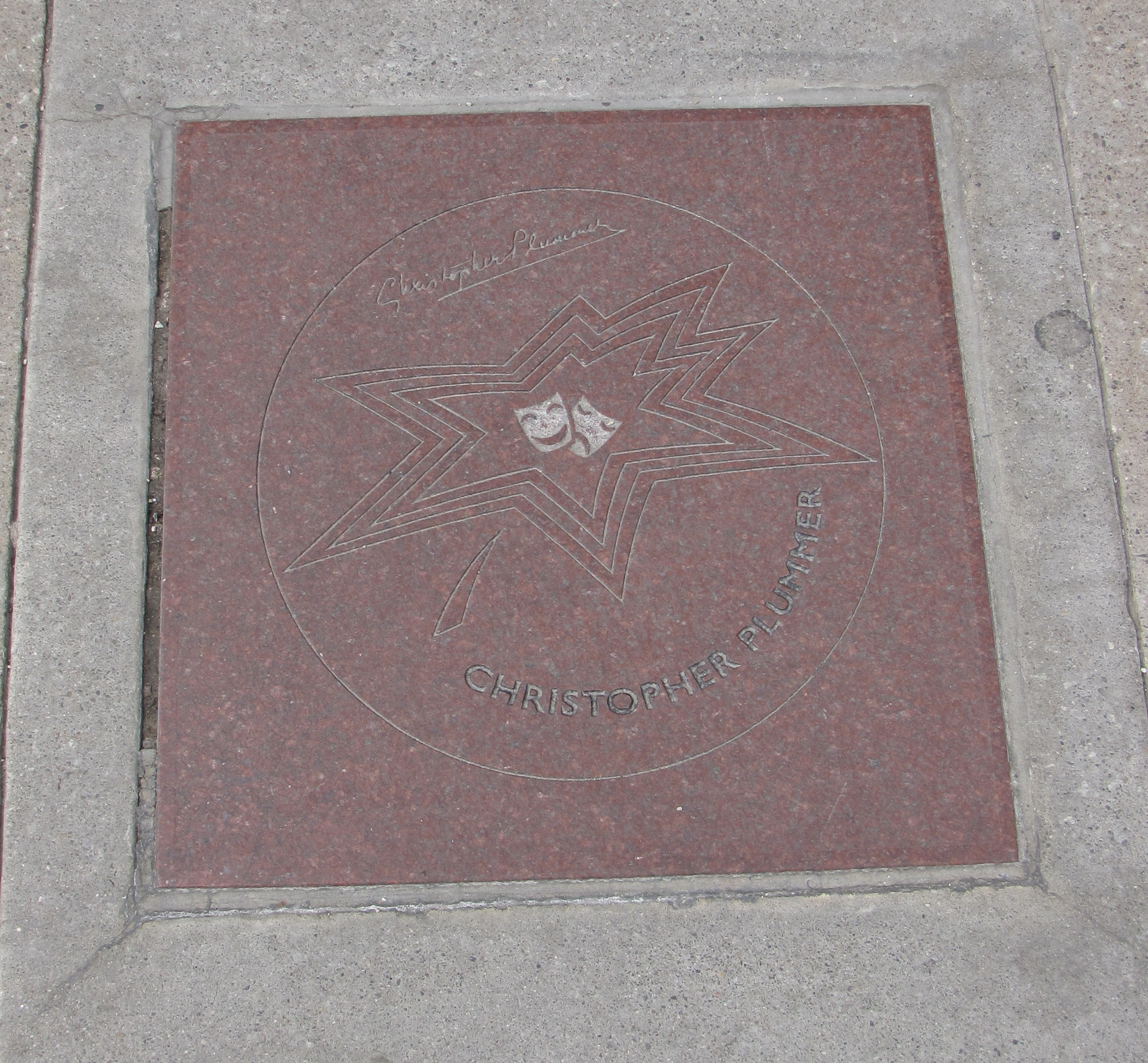
母国カナダにあるプラマー「名声の歩道」

近年では『カールじいさんの空飛ぶ家』『Dr.パルナサスの鏡』（どちらも2009年）などに出演。同年の『終着駅 トルストイ最後の旅』では第82回アカデミー賞助演男優賞にノミネートされ、2011年の『人生はビギナーズ』で第84回アカデミー賞助演男優賞を受賞した。82歳での受賞は、演技部門の受賞者の中では最高齢である。
『ゲティ家の身代金』にて第90回アカデミー賞助演男優賞にノミネートされ、88歳で演技部門でのノミネート最高齢記録を更新した。

## 私生活
3回にわたって結婚した。1956年に女優のタミー・グライムズと結婚するが1960年に離婚。2人の間の娘アマンダ・プラマーは女優になった。1962年にジャーナリストの女性と結婚するが1967年に離婚。1970年に女優のエレイン・テイラーと結婚し、以来コネチカット州ウェストンに住んでいた。
2021年2月5日、コネチカット州にある自宅で死去した。妻のエレイン・テイラーによると、死因は転倒に伴う頭部打撲。91歳没。

## 主な出演作品

### 映画
| 公開年 | 邦題 原題                                                                      | 役名                                 | 備考 | 日本語吹替 |
| ------ | ------------------------------------------------------------------------------ | ------------------------------------ | --- | --- |
| 1958   | 女優志願 Stage Struck                                                          | ジョー・シェリダン                   | | 神谷和夫（TBS版） |
| 1958   | エヴァグレイズを渡る風 Wind Across the Everglades                              | ウォルト                             | 初主演作 | |
| 1964   | ローマ帝国の滅亡 The Fall of the Roman Empire                                  | コンモドゥス                         | | |
| 1965   | サウンド・オブ・ミュージック The Sound of Music                                | ゲオルク・フォン・トラップ大佐       | | 井上孝雄（テレビ朝日版） 若山弦蔵（フジテレビ版） 金内吉男（VHS/DVD版） 井上和彦（テレビ東京版） 布施明（製作40周年記念版） 石丸幹二（製作50周年記念版） |
| 1965   | サンセット物語 Inside Daisy Clover                                             | レイモンド・スワン                   | | 小林修 |
| 1966   | トリプルクロス Triple Cross                                                    | エディ・チャプマン                   | | 井上孝雄 |
| 1967   | 将軍たちの夜 The Night of the Generals                                         | エルヴィン・ロンメル元帥             | | |
| 1968   | 群衆の中の殺し屋 Nobody Runs Forever                                           | ジェームズ・クエンティン             | | 広川太一郎 |
| 1969   | 空軍大戦略 Battle of Britain                                                   | コリン・ハーヴェイ少佐               | | 日高晤郎（テレビ朝日版） |
| 1969   | ピサロ将軍 The Royal Hunt of the Sun                                           | アタワルパ                           | | |
| 1970   | ワーテルロー Waterloo                                                          | ウェリントン公                       | | |
| 1973   | マインドコントロール殺人 ザ・ピクス The Pyx                                    | ジム・ヘンダーソン                   | | |
| 1974   | らせん階段 The Spiral Staircase                                                | ジョー・シャーマン博士               | | |
| 1975   | ピンク・パンサー2 The Return of the Pink Panther                               | チャールズ・リットン卿               | | 小林勝彦（日本テレビ版） 小川真司（ソフト版） |
| 1975   | 軍旗の陰影 Conduct Unbecoming                                                  | アラスター・ウィンボーン             | | |
| 1975   | 王になろうとした男 The Man Who Would Be King                                   | ラドヤード・キップリング             | | 寺島幹夫（機内上映版） 津嘉山正種（テレビ朝日版） |
| 1976   | スカイエース Aces High                                                         | シンクレア                           | | 阪脩 |
| 1976   | マネー・チェンジャース/銀行王国 Arthur Hailey's the Moneychangers              | ロスコー・ヘイワード                 | テレビ・ミニシリーズ エミー賞主演男優賞（ミニシリーズ／テレビ映画部門） 受賞                                                                     | 滝田裕介 |
| 1977   | 将軍暗殺 Uppdraget                                                             |                                      | | |
| 1977   | 殺しに愛のバラードを The Disappearance                                         | デヴェレル                           | | |
| 1977   | ナザレのイエス Jesus of Nazareth                                               | ヘロデ・アンティパス                 | テレビ映画 | |
| 1978   | インターナショナル・ベルベット 緑園の天使 International Velvet                 | ジョン・シートン                     | | 井上孝雄 |
| 1978   | サイレント・パートナー The Silent Partner                                      | ハリー・レイクル                     | | 小林清志 |
| 1978   | スタークラッシュ Starcrash uchyu dai sensou                                    | 皇帝                                 | | 大木民夫 |
| 1979   | 名探偵ホームズ・黒馬車の影 Murder by Decree                                    | シャーロック・ホームズ               | ジニー賞 主演男優賞 受賞 | |
| 1979   | ハノーバー・ストリート 哀愁の街かど Hanover Street                             | ポール・セリンジャー                 | | 黒沢良 |
| 1980   | ポール・ニューマン/遠い追憶の日々 The Shadow Box                               | ブライアン                           | テレビ映画 | |
| 1980   | ある日どこかで Somewhere in Time                                               | ウィリアム・フォーセット・ロビンソン | | 有本欽隆（ソフト版） 山岸治雄（VOD版） 羽佐間道夫（BSテレ東版）                                                                                          |
| 1981   | サーカス天国 When the Circus Came to Town                                      | デューク・ロイヤル                   | | 玄田哲章 |
| 1981   | 目撃者 Eyewitness                                                              | ジョセフ                             | | |
| 1981   | ダイヤルMを廻せ! Dial M for Murder                                             | トニー                               | テレビ映画 | |
| 1981   | ザ・アマチュア The Amateur                                                     | ラコス教授                           | | 阪脩 |
| 1982   | バラ色の報酬/1000万ドルを追え! Highpoint                                       | ジェームズ・ハッチャー               | | |
| 1982   | 赤と黒の十字架 The Scarlet and the Black                                       | ヘルベルト・カプラーSS中佐           | テレビ映画 | 小川真司 |
| 1983   | メカノイド2VR Prototype                                                        | カール・フォレスター                 | テレビ映画 | |
| 1984   | ドーバー海峡殺人事件 Ordeal by Innocence                                       | レオ・アーガイル                     | | 家弓家正 |
| 1984   | ドリームスケープ Dreamscape                                                    | ボブ・ブレア                         | | 家弓家正 |
| 1986   | ボーイ・イン・ブルー The Boy in Blue                                           | ノックス                             | | |
| 1986   | ブロンドはお好き The Boss' Wife                                                | ロールヴァング                       | ソフト題『ボス’Sワイフ ブロンドはお好き』 | |
| 1986   | アメリカ物語 An American Tail                                                  | アンリ                               | アニメ映画、声の出演 | 川久保潔 |
| 1987   | ニューヨーク恋物語 I Love N.Y.                                                 | ジョン・ロバートソン・イエーツ       | | |
| 1987   | ドラグネット 正義一直線 Dragnet                                                | ジョナサン・ワーリー牧師             | | 穂積隆信 |
| 1988   | バンパイア・イン・ベニス Nosferatu a Venezia                                   | パリス・カタラノ教授                 | | |
| 1988   | SHADOW DANCING/シャドー・ダンシング Shadow Dancing                             | エドモンド                           | | |
| 1988   | レクイエム Souvenir                                                            | エルンスト                           | | |
| 1989   | 頭脳警察 Mindfield                                                             | サトリウス博士                       | | |
| 1990   | 女神たちの季節 Where the Heart Is                                              | シッティ                             | | |
| 1990   | レッド・ブラッド・ガール Red Blooded American Girl                             | ジョン・アルコー                     | | |
| 1990   | ファイヤーヘッド Firehead                                                      | ヴォーン                             | | |
| 1991   | スタートレックVI 未知の世界 Star Trek VI: The Undiscovered Country             | チャン将軍                           | | 筈見純（LD・旧DVD版） 麦人（新DVD・BD版） |
| 1991   | 煉獄の中で The First Circle                                                    | ヴィクター                           | テレビ映画 | |
| 1991   | 子猫になった少年 Rock-A-Doodle                                                 | フクロウ侯爵                         | アニメ映画、声の出演 | 富田耕生 |
| 1992   | ダニエル・スティール/容疑者 Secrets                                            | メル・ウェクスラー                   | テレビ映画 | |
| 1992   | マルコムX Malcolm X                                                            | ギル牧師                             | | |
| 1993   | 鏡の中の他人 A Stranger in the Mirror                                          | クリフトン・ローレンス               | テレビ映画 | 中村正 |
| 1994   | ウルフ Wolf                                                                    | レイモンド・アルデン                 | | 中村正（ソフト版） 納谷悟朗（テレビ朝日版） |
| 1994   | ハードジャッカー/標高10,000フィートの死闘! Crackerjack                         | イヴァン・ゲッツ                     | | 小林修（VHS版） 坂口芳貞（テレビ朝日版） |
| 1995   | 黙秘 Dolores Claiborne                                                         | ジョン・マッケイ警部                 | | 阪脩（ソフト版） 家弓家正（テレビ東京版） |
| 1995   | 12モンキーズ Twelve Monkeys                                                    | リーランド・ゴインズ博士             | | 大木民夫（ソフト版） 江角英明（フジテレビ版） |
| 1997   | おもちゃの国を救え! Babes in Toyland                                           | バーナビー                           | アニメ映画、声の出演 | 清川元夢 |
| 1997   | アロー The Arrow                                                               | ジョージ・ヘス                       | テレビ映画 | 大木民夫 |
| 1998   | ザ・ジャーナリスト Winchell                                                    | フランクリン・D・ルーズベルト        | テレビ映画 | |
| 1999   | ミッドナイト・スクリーム The Clown at Midnight                                 |                                      | | |
| 1999   | ダブル・クライム Hidden Agenda                                                 | ウルリッヒ・シュタイナー             | | 大木民夫 |
| 1999   | インサイダー The Insider                                                       | マイク・ウォレス                     | | 小林清志（ソフト版） 有本欽隆（機内上映版） |
| 2000   | ニュルンベルク軍事裁判 Nuremberg                                               | マクスウェル検事                     | テレビ・ミニシリーズ | |
| 2000   | エクソシスト トゥルー・ストーリー Possessed                                    | ヒューム大司教                       | テレビ映画 | 小林勝彦 |
| 2000   | ドラキュリア Dracula 2000                                                      | アブラハム・ヴァン・ヘルシング       | | 三木敏彦 |
| 2001   | ラッキー・ブレイク Lucky Break                                                 | グラハム・モーティマー所長           | | 大木民夫 |
| 2001   | ビューティフル・マインド A Beautiful Mind                                      | ローゼン医師                         | | 家弓家正 |
| 2002   | アララトの聖母 Ararat                                                          | デヴィッド                           | | 佐々木敏 |
| 2002   | ディケンズのニコラス・ニクルビー Nicholas Nickleby                             | ラルフ・ニックルビー                 | | 大木民夫 |
| 2003   | トナカイのブリザード Blizzard                                                  | サンタ・クロース                     | | 村松康雄 |
| 2003   | コールド・クリーク 過去を持つ家 Cold Creek Manor                               | セオドア・マッシー                   | | 納谷悟朗 |
| 2004   | ナショナル・トレジャー National Treasure                                       | ジョン・アダムス・ゲイツ             | | 滝田裕介 |
| 2004   | アレキサンダー Alexander                                                       | アリストテレス                       | | 永田博丈 |
| 2005   | 理想の恋人.com Must Love Dogs                                                  | ビル                                 | | 小林修 |
| 2005   | シリアナ Syriana                                                               | ディーン・ホワイティング             | | 大木民夫 |
| 2005   | ニュー・ワールド The New World                                                 | ニューポート船長                     | | 糸博 |
| 2006   | インサイド・マン Inside Man                                                    | アーサー・ケイス                     | | 阪脩 |
| 2006   | イルマーレ The Lake House                                                      | サイモン                             | | 有川博 |
| 2007   | あの日の指輪を待つきみへ Closing the Ring                                      | ジャック・エッティ                   | | 側見民雄 |
| 2007   | リベンジ 極限制裁 Already Dead                                                 | ヘラー博士                           | | 有川博 |
| 2008   | パンデミック 20XX年人類消滅 The Summit                                         | P・J・エイムス                       | テレビ・ミニシリーズ | |
| 2009   | カールじいさんの空飛ぶ家 Up                                                    | チャールズ・マンツ                   | アニメ映画、声の出演 | 大木民夫 |
| 2009   | Dr.パルナサスの鏡 The Imaginarium of Doctor Parnassus                          | パルナサス博士                       | | 石田太郎 |
| 2009   | 9 〜9番目の奇妙な人形〜 9                                                      | #１                                  | アニメ映画、声の出演 | 石田太郎 |
| 2009   | 終着駅 トルストイ最後の旅 The Last Station                                     | レフ・トルストイ                     | | 坂口芳貞 |
| 2010   | 人生はビギナーズ Beginners                                                     | ハル・フィールズ                     | アカデミー助演男優賞 受賞 英国アカデミー賞 助演男優賞 受賞 ゴールデングローブ賞 助演男優賞 受賞 インディペンデント・スピリット賞 助演男優賞 受賞 | 石田太郎 |
| 2011   | プリースト Priest                                                              | オレラス枢機卿                       | | ふくまつ進紗 |
| 2011   | ドラゴン・タトゥーの女 The Girl with the Dragon Tattoo                         | ヘンリック・ヴァンゲル               | | 稲垣隆史 |
| 2014   | しあわせはどこにある Hector and the Search for Happiness                       | コアマン教授                         | | 高桑満 |
| 2014   | トレヴィの泉で二度目の恋を Elsa & Fred                                         | フレッド・バークラフト               | | |
| 2014   | THE FORGER 天才贋作画家 最後のミッション The Forger                            | ジョセフ・カッター                   | | 柴田秀勝 |
| 2015   | Dearダニー 君へのうた Danny Collins                                            | フランク・グラブマン                 | | 近石真介 |
| 2015   | 手紙は憶えている Remember                                                      | ゼヴ・グットマン                     | 日本では2016年10月公開 | 糸博 |
| 2016   | 偽りの忠誠 ナチスが愛した女 The Exception                                      | ヴィルヘルム2世                      | | |
| 2017   | Merry Christmas! 〜ロンドンに奇跡を起こした男〜 The Man Who Invented Christmas | エベニーザ・スクルージ               | | 市村正親 |
| 2017   | ザ・スター はじめてのクリスマス The Star                                       | ヘロデ大王                           | アニメ映画、声の出演 | |
| 2017   | ゲティ家の身代金 All the Money in the World                                    | ジャン・ポール・ゲティ               | | |
| 2018   | ディア・グランパ 幸せを拾った日 Boundaries                                     | ジャック・ジャコーニ                 | | ふくまつ進紗 |
| 2019   | ナイブズ・アウト/名探偵と刃の館の秘密 Knives Out                               | ハーラン・スロンビー                 | | 小林清志 |
| 2019   | ラスト・フル・メジャー 知られざる英雄の真実 The Last Full Measure              | フランク・ピッツェンバーガー         | | 小林清志 |
| 2021   | Heroes of the Golden Masks                                                     | リゾ                                 | アニメ映画、声の出演 死後に公開 | |

### テレビドラマ
| 公開年 | 邦題                         | 役名               | 備考              |
| ------ | ---------------------------- | ------------------ | ----------------- |
| 2019-  | DEP:重大事故捜査班 Departure | ハワード・ローソン | シーズン2まで出演 |

### ゲーム
- The Elder Scrolls V: Skyrim - Greybeards の Arngeir 役

### テレビアニメ
- マドレーヌシリーズ -　ナレーション